# تايلر براي
تايلر براي (بالإنجليزية: Tyler Bray)‏ هو لاعب كرة قدم أمريكية أمريكي، ولد في 27 ديسمبر 1991 في كلوفيس في الولايات المتحدة.

## وصلات خارجية
- تايلر براي على موقع مرجع كرة القدم المحترفة.كوم (الإنجليزية)